# Oecomys paricola
Oecomys paricola је врста глодара из породице хрчкова (лат. Cricetidae). 

## Распрострањење
Бразил је једино познато природно станиште врсте.

## Станиште
Врста Oecomys paricola има станиште на копну.

## Угроженост
Подаци о распрострањености ове врсте су недовољни.

### Популациони тренд
Популација ове врсте се смањује, судећи по расположивим подацима.